# Heartbeat City
| 전문가 평가                   | 전문가 평가 |
| 평가 점수                     | 평가 점수   |
| 출처                          | 점수        |
| ----------------------------- | ----------- |
| AllMusic                      | [ 1 ]       |
| Encyclopedia of Popular Music | [ 2 ]       |
| Mojo                          | [ 3 ]       |
| Pitchfork                     | 7.5/10      |
| Rolling Stone                 | [ 5 ]       |
| The Rolling Stone Album Guide | [ 6 ]       |
| The Village Voice             | B+          |

《Heartbeat City》는 1984년 3월 13일, 엘렉트라 레코드에 의해 발매된 미국의 록 밴드 더 카스의 다섯 번째 스튜디오 음반이다. 이 밴드는 로버트 존 "머트" 랭과 함께 음반을 프로듀싱했다.
이는 오랜 프로듀서 로이 토머스 베이커가 프로듀싱하지 않은 밴드의 첫 번째 음반이다. 비평가 로버트 크리스트가우가 "더 카스가 발명한 광택 있는 접근법이 20년 가까이 만에 순수 팝을 위한 최고의 해를 만들었다"며 "그들이 자신 있게 돌아와 결성해야 한다"고 언급하면서 이는 밴드의 데뷔 음반의 성공으로 되돌아가는 것을 의미하기도 했다. 이 음반의 수많은 곡들은 모던 록과 AOR 방송국에서 방송되었고, 싱글 〈Drive〉와 〈You Might Think〉는 빌보드 핫 100 상위 10위에 올랐으며, 음반은 빌보드 200에서 3위를 기록했다.

## 배경 및 발매
《Heartbeat City》는 6개의 싱글을 발매했다. 〈Drive〉와 〈You Might Think〉는 각각 3위와 7위를 차지하며 빌보드 핫 100 상위 10위에 올랐다. 이 음반의 많은 곡들은 라디오와 TV에서 상당한 노출을 얻었으며, 특히 〈Drive〉, 〈You Might Think〉, 〈Magic〉은 MTV에서 많은 로테이션을 받았다. 타이틀곡은 북미 이외의 지역에서 6번째이자 마지막 싱글이다.
〈Drive〉의 리드 보컬은 베이시스트 벤저민 오르가 맡았다. 이 노래의 비디오는 배우 티머시 허턴이 감독을 맡았으며 모델 폴리나 포리스코바(릭 오케이섹이 나중에 결혼할 사람)가 연기한 문제아 젊은 여성과 논쟁을 벌이는 오케이섹의 모습을 담고 있다. 〈Hello Again〉에는 앤디 워홀 감독이 연출한 비디오가 있었는데, 이 비디오도 함께 스크린에 등장했다.
싱글로 발매되지는 않았지만, 〈It's Not the Night〉은 톱 록 트랙 차트에서 31위에 올랐다. 곡 〈Stranger Eyes〉는 1986년 영화 《탑건》의 극장 예고편에서 사용되었지만, 사운드트랙에 진입하지 못했다. 〈Looking for Love〉는 1985년 음반 《Falco 3》에서 오스트리아의 가수 팔코가 〈Munich Girls〉로 커버했다.
라이브 에이드에서 공연할 때, 그들은 팬들이 좋아하는 〈Just What I Needed〉와 함께 음반의 세 곡(〈You Might Think〉, 〈Drive〉 및 음반의 타이틀곡)을 연주했다.
이 음반은 로버트 존 "머트" 랭이 프로듀싱하였다. 더 카스 음반에 대한 그의 헌신은 데프 레퍼드에게 《Hysteria》라는 음반 작업을 할 수 없다고 말했다는 것을 의미했다. 하지만, 그 음반의 녹음 지연으로 랭은 결국 프로듀싱할 수 있었다.

## 곡 목록
릭 오케이섹과 그레그 호크스가 작사/작곡한 〈It's Not the Night〉를 제외하고, 모든 곡들은 오케이섹에 의해 작사/작곡하였다.
| #  | 제목                 | 리드 보컬   | 재생 시간 |
| -- | -------------------- | ----------- | --------- |
| 1. | 〈Hello Again〉      | 오케이섹    | 3:47      |
| 2. | 〈Looking for Love〉 | 오케이섹    | 3:52      |
| 3. | 〈Magic〉            | 오케이섹    | 3:57      |
| 4. | 〈Drive〉            | 벤저민 오르 | 3:55      |
| 5. | 〈Stranger Eyes〉    | 오르        | 4:26      |

| #   | 제목                     | 리드 보컬      | 재생 시간 |
| --- | ------------------------ | -------------- | --------- |
| 6.  | 〈You Might Think〉      | 오케이섹       | 3:04      |
| 7.  | 〈It's Not the Night〉   | 오르, 오케이섹 | 3:49      |
| 8.  | 〈Why Can't I Have You〉 | 오케이섹       | 4:04      |
| 9.  | 〈I Refuse〉             | 오케이섹       | 3:16      |
| 10. | 〈Heartbeat City〉       | 오케이섹       | 4:31      |

## 인증
| 국가                       | 인증        | 판매량/출하량 |
| -------------------------- | ----------- | ------------- |
| 뉴질랜드 (RMNZ)            | 플래티넘    | 15,000^       |
| 영국 (BPI)                 | 골드        | 100,000^      |
| 미국 (RIAA)                | 4× 플래티넘 | 4,000,000^    |
| ^출하량을 기반으로 한 인증 |             |               |